# یوگنی ینین
یَوگَنی یَنین اوکراینی: Єнін Євгеній Володимирович (۱۹ نوامبر ۱۹۸۰ – ۱۸ ژانویهٔ ۲۰۲۳) دیپلمات و وکیل اوکراینی بود، که به عنوان معاون دادستان کل اوکراین (همکاری حقوقی بین‌المللی) ۲۰۱۶-۲۰۱۹ خدمت کرده بود. او معاون وزیر امور خارجه اوکراین نیز بود.

## اوایل زندگی و تحصیل
ینین در ۱۹ نوامبر ۱۹۸۰ در دنیپرو، اوکراین به دنیا آمد. او دانش‌آموخته آکادمی ملی خدمات امنیتی اوکراین در سال ۲۰۰۲ بود. در سال ۲۰۱۲ از دانشگاه دولتی امور مالی و تجارت بین‌الملل فارغ‌التحصیل شد. وی در رشته علوم سیاسی دارای مدرک دکترا بود و به زبان‌های انگلیسی، رومانیایی، ایتالیایی تسلط کامل داشت.

## حرفه
در ۱۵ آوریل ۲۰۲۰ ینین به عنوان معاون وزیر امور خارجه اوکراین منصوب شد.
وی از ژوئیه ۲۰۱۹ تا آوریل سال ۲۰۲۰ معاون معاون اجرایی مؤسسه آینده اوکراین، کارشناس مشاور کمیته دائمی Verhovna Rada اوکراین در زمینه فعالیت‌های اجرای قانون را بر عهده داشت. ینین از سال ۲۰۱۶ تا ۲۰۱۹ به عنوان معاون دادستان کل اوکراین (همکاری حقوقی بین‌المللی) فعالیت می‌کرد.
از سال ۲۰۱۲ تا ۲۰۱۶ معاون رئیس مأموریت، مشاور، وزیر مشاور، سفارت اوکراین در جمهوری ایتالیا بود. او از سال ۲۰۱۰ تا ۲۰۱۲ رئیس واحد رومانی، مولداوی و بالکان، وزارت امور خارجه اوکراین و از سال ۲۰۰۵ تا ۲۰۰۹، دبیر سوم، دبیر دوم، مسئول تسویه حساب ترانسنستریا، سفارت اوکراین در مولداوی بود. از سال ۲۰۰۲ تا ۲۰۰۵ عملیاتی در سرویس امنیتی اوکراین و سرویس اطلاعات خارجی اوکراین را به عهده داشت.
در ۲۱ مه ۲۰۲۰ ینین به عنوان نماینده اوکراین در اختلافات مربوط به بازداشت کشتی‌ها و خدمه نیروی دریایی اوکراین (اوکراین علیه فدراسیون روسیه) منصوب شد.

## معاون وزیر امور خارجه اوکراین
ینین در ۱۵ آوریل ۲۰۲۰ به عنوان معاون وزیر امور خارجه اوکراین منصوب شد. در وزارت امور خارجه وی مسئول سیاست اوکراین در آسیا و ایالات متحده بود. وی نماینده اوکراین در اختلافات بین‌المللی علیه فدراسیون روسیه و مذاکره با ایران در مورد سرنگونی پرواز شماره ۷۵۲ بود. او همچنین عضو کمیسیون تحت ریاست جمهوری اوکراین در زمینه تابعیت نیز بود.

## درگذشت
ینین به همراه دنیس موناستیرسکی وزیر کشور و یوری لوبکوویچ وزیر امور خارجه، در یک حادثه سقوط هلیکوپتر در ۱۸ ژانویهٔ ۲۰۲۳ در بروواری، حومه شرقی کی‌یف کشته شد. 
هلیکوپتر هنگام سقوط به یک مهد کودک برخورد کرد و یکی از ۱۴ کشته این حادثه، یک کودک بود. حداقل ۲۵ نفر دیگر مجروح شدند.